# Fin Alfred Larsen
Fin Alfred Larsen eller Finalfred (født 1939) er dansk sanger, folkemusiker og musikpædagog. Han har bl.a. samarbejdet med den danske vise- og protestsanger Cæsar.
I 2002 modtog han "Årets Danske Visealbum" for albummet Håndværkersange og Skæmteviser fra København og Omegn ved Danish Music Awards..